# Спенс, Гасти
Огастас Эндрю «Гасти» Спенс (англ. Augustus Andrew "Gusty" Spence; 28 июня 1933 — 25 сентября 2011) — североирландский идеолог юнионизма и ольстерского лоялизма, командир Ольстерских добровольческих сил (первый в хронологическом порядке). Считался ключевым деятелем в Ольстерских добровольческих силах на протяжении десятилетия, стал одним из первых их членов, обвинённым в убийстве. До вступления в ряды лоялистов служил в полку Королевских ольстерских стрелков Британской армии и работал докером. После ареста и осуждения пересмотрел свои взгляды и выступил за отказ от политики насилия и переход к средствам политической борьбы. Вступив в Прогрессивную юнионистскую партию, Спенс принимал самое активное участие в её деятельности и добился заключения перемирия в 1994 году.

## Ранние годы
Гасти Спенс родился 28 июня 1933 года в Белфасте, в районе Шенкилл-Роуд. Он был сыном уроженца английского города Уайтхэвен Уильяма Эдварда Спенса и Изабеллы «Беллы» Хейес, провёл детство на севере Белфаста в районе Тайгерс-Бэй, прежде чем переехать в Шенкилл-Роуд. Уильям Эдвард Спенс был членом Ольстерских добровольцев и участвовал в Первой мировой войне, с матерью Огастеса сочетался браком в 1919 году. Гасти был шестым из семи детей в семье — Билли, Кэсси, Джим, Бобби, Нед-младший, Гасти и Лили. Семья проживала в районе нижнего Шенкилла под названием «Молот» (англ. The Hammer) в доме 66 по Джозеф-стрит. Гасти учился в школе Риддел на Мэлверн-стрит и школе Хемсуорт-Сквер (обе находились в Шенкилле), получив среднее образование в 14 лет. Был членом Бригады церковных мальчиков, группе при Церкви Ирландии, и членом юниорского подразделения Оранжевого ордена — членство в Оранжевом ордене было семейной традицией Спенсов.
Спенс занимался разной физической работой до того, как был призван в Британскую армию. Служил в полку Королевских ольстерских стрелков, дослужился до звания сержанта военной полиции и вышел в отставку в 1961 году из-за проблем со здоровьем. Спенс нёс службу на Кипре и участвовал в боях против ЭОКА и её лидера, полковника греческой армии Георгиоса Гриваса. После выхода в отставку Спенс работал докером в компании Harland and Wolff в Белфасте, трудясь на строительных лесах. Эта сложная работа была довольно престижной среди протестантов-представителей рабочего класса, и Спенс стал более авторитетным и статусным жителем Шенкилла.
С раннего возраста Спенс был членом ложи Принца Альберта Оранжевого ордена, в которой состоял и Джон Маккуэйд, членом Королевской чёрной общины и Учеников ремесленников Дерри. За своё соучастие в убийстве позже Спенс был исключён из Оранжевого ордена и Королевской чёрной общины (о том, был ли он исключён из Учеников ремесленников, данных нет). Преподобный Мартин Смит приложил руку к тому, чтобы добиться исключения Спенса из Оранжевого ордена.

## Ольстерские добровольческие силы
Его старший брат Билли Спенс основал в 1956 году Ольстерское протестантское действие, и Гасти присоединился к группе своего брата, постоянно участвуя в уличных драках против республиканцев и зарабатывая себе репутацию «сурового мужика». Он был знаком с такими известными деятелями лоялистского движения, как Иан Пейсли и Дезмонд Боул, которые в 1959 году помогали ему организовать протест против Джерри Фитта у здания Городского совета Белфаста: Фитт обвинил полк Спенса в убийствах мирного населения на Кипре. Спенс наряду с другими лоялистами из Шенкилл-Роуд в 1965 году прекратил сотрудничество с Пейсли в связи с завязавшимся конфликтом Пейсли с Джимом Килфеддером. Пейсли заявил, что Килфеддер, один из деятелей оппозиции в юнионизме, сотрудничал с партией Фине Гэл и посещал её встречи, будучи студентом Тринити-колледжа. Лоялисты Шенкилла поддержали Килфеддера на выборах в Парламент от округа Западный Белфаст и направили гневное письмо в адрес Пейсли, обвиняя его в клевете и предательстве.
По словам Спенса, в 1965 году к нему пришли двое человек, один из которых был членом Ольстерской юнионистской партии, и призвали его возглавить движение лоялистов на Шенкилл-Роуд в связи с возрождением движения Ольстерских добровольцев. В местечке Помрой (графство Тирон) Спенс тайно был приведён к присяге, а затем как опытный военный был назначен военным командиром и общественным представителем Ольстерских добровольческих сил. По версии Специального отделения Королевской полиции Ольстера, вся власть в ОДС принадлежала менее известному брату Гасти, Билли, как реальному командиру группировки. Шенкиллский отряд Спенса насчитывал всего 12 человек на момент формирования, а их центром встречи был бар «Стандарт» на Шенкилл-Роуд. Обычно центрами встреч и штабами лоялистов были конкретные пабы, где те чаще всего проводили свободное время.
7 мая 1966 года группа ольстерских добровольцев бросила коктейль Молотова в католический паб на Шенкилл-Роуд. Вспыхнул пожар, перекинувшийся на соседний дом, в результате пожара погибла проживавшая в том доме 77-летняя вдова Матильда Гулд, протестантка. 27 мая Спенс приказал четверым своим людям ликвидировать члена ИРА Лео Мартина, жившего на Фоллз-Роуд, однако те не смогли его отыскать и в итоге застрелили первого попавшегося под руку католика — 28-летнего Джона Скаллиона, который шёл домой. Спенс объяснял это неписаным законом лоялистов:

В то время было такое мнение, что если ты не можешь пристрелить члена ИРА, ты должен убить какого-нибудь Тэйга, ведь это твой последний шанс.
Оригинальный текст (англ.)At the time, the attitude was that if you couldn't get an IRA man you should shoot a Taig, he's your last resort.

26 июня та же банда застрелила 18-летнего католика Питера Уорда и ранила ещё двоих, выходивших из белфастского паба на Мэлверн-стрит. Через двое суток Исполнительный комитет при Тайном совете Северной Ирландии запретил деятельность Ольстерских добровольческих сил, а Гасти Спенс и ещё трое человек были арестованы. В октябре 1966 года суд приговорил Спенса к пожизненному лишению свободы за убийство Уорда, хотя Спенс настаивал на своей невиновности. Наказание он отбывал в тюрьме Крамлин-Роуд. Во время парада в День оранжистов, состоявшегося 12 июля 1967 года, группа членов Оранжевого ордена остановилась у тюрьмы в знак своей поддержки Спенса, вопреки тому, что Спенс был ранее исключён из ордена. Соучастие Спенса в убийствах создало вокруг него ореол славы, и он стал легендой в глазах юных лоялистов, якобы последовавший примеру лоялиста Майкла Стоуна — народным героем, по описанию Тима Кугана. Однако в Protestant Telegraph было опубликовано заявление Пейсли, осуждающее нападение, вследствие чего между Пейсли и Спенсом произошла ссора.

## Арест, побег и возвращение в тюрьму
Спенс протестовал против приговора суда и пытался его обжаловать, петицию в поддержку Спенса составил Комитет по защите Конституции Ольстера, однако это не помогало. Несмотря на тот факт, что Ольстерские добровольческие силы находились под управлением ближайшего союзника Спенса, Сэмюэля «Бо» Макклелланда, Спенс конфликтовал с руководством ОДС по ряду вопросов: взрыв в баре «Макгёрк» возмутил Спенса, который заявил, что члены Ольстерских добровольческих сил являются военными, а потому не имеют права нападать на гражданских. Также он уважал членов ирландских республиканских паравоенных организаций, считая их солдатами, и в связи с этим направил письмо с соболезнованиями в адрес вдовы командира «официального» крыла ИРА Джо Маккенна, убитого в 1972 году.
1 июля 1972 года Спенсу предоставили право провести два дня на свободе по случаю свадьбы его дочери Элизабет с деятелем ольстерских лоялистов Уинстоном Черчиллем «Винки» Ри. Последний во время визита в камеру Спенса попросил от Гасти благословения на брак с Элизабет и получил его. На встрече с двумя членами Коммандос Красной Руки Спенс узнал, что Ольстерским добровольческим силам нужно обновление, и получил предложение бежать из тюрьмы. Изначально он отказался и отправился на свадьбу дочери, однако его племянник Фрэнки Карри, член ОДС, решил подстроить похищение Спенса на обратном пути в тюрьму. Автомобиль, в котором Спенса везли обратно в тюрьму, был остановлен на Спрингмартин-роуд, и группа бойцов Ольстерских добровольческих сил забрала Спенса с собой, инсценировав похищение человека. В том же месяце на юге Белфаста в районе Маркетс произошла перестрелка между британскими солдатами и неизвестными вооружёнными лицами (как позже выяснилось, членами ОДС) на Маколи-стрит, в ходе которой был убит член Ирландской республиканской армии 23-летний Джозеф Дауни, получивший пулю калибра .22 в шею. Ещё двое были ранены: среди раненых была жена Спенса Луи, находившаяся в автомобиле рядом с тем местом, где стоял Дауни. В 2019 году после анализа подшивок газет тех лет прозвучали заявления, что к перестрелке и гибели Дауни мог быть причастен лично Спенс, который якобы также находился в машине с женой.
Всего на свободе Спенс пробыл четыре месяца, дав интервью программе World in Action телеканала ITV. Он объяснил, что Ольстерские добровольческие силы будут играть большую роль в противостоянии со «временным» крылом ИРА, но не поддержал политику нападений на мирных католических граждан. Он взял на себя ответственностью за реструктуризацию ОДС, возвращению к командной структуре и организационной базе, предложенными ещё для изначальных сил Эдвардом Карсоном — в особенности, делению на бригады, батальоны, роты, взводы и отделения. Спенс выступал за перевооружение всей группировки, используя трофейное оружие, захваченное у сил безопасности. С его дозволения Билли Ханна образовал Центрально-Ольстерскую бригаду в Лургане и стал её командиром. В связи со своим статусом беглеца Гасти Спенс получил прозвище «Оранжевый Первоцвет».
На Бреннан-стрит Спенса вскоре задержала полиция ещё с 30 другими сообщниками из Ольстерских добровольческих сил, и тогда он сумел избежать ареста, сообщив им фальшивое имя и фальшивую личную информацию. Однако 4 ноября 1972 года его всё-таки задержали: арест провёл полковник Парашютного полка Дерек Уилфорд, опознавший Спенса по татуировкам на руках. Спенса поместили в одной камере с деятелем Коммандос Красной Руки Уильямом «Пламом» Смитом, которого Спенс встретил на своём «похищении» и который сидел за умышленное убийство.

## Уход в политику
Командиром Ольстерских добровольческих сил Спенс стал, ещё будучи заключённым тюрьмы Мэйз. Он регулярно занимался пробежкой, обучением сокамерников владению оружием и приучал их к дисциплине. Как командир лоялистов в Мэйзе, он был командиром заключённых-членов Ассоциации обороны Ольстера до 1973 года, когда ухудшились отношения между Ольстерскими добровольцами и членами Ассоциации (командиром ячейки Ассоциации в Мэйзе стал Джеймс Крейг. К тому моменту Спенс придерживался мнения, диаметрально противоположного мнению Ольстерских добровольческих сил. В тюрьме были как его яростные сторонники, считавшие его народным героем, так и противники, осуждавшие его драконовскую дисциплину и уклон в политику — последние обзывали его «пидорасом в шейном платке» (англ. a cunt in a cravat).
Спенс стал уклоняться больше в сторону применения политических средств и вынудил руководство Ольстерских добровольческих сил добиться в 1973 году прекращения огня. Решение Мерлина Риса легализовать деятельность ОДС через год стало катализатором для образования так называемой Политической партии добровольцев, однако в том же году из-за забастовки Рабочего совета Ольстера и взрывов в Дублине и Монахане идеи Спенса потерпели крах, причём последствия взрывов в Ирландии потрясли Спенса, а ОДС в 1975 году опять были объявлены вне закона. Партия потерпела сокрушительное поражение на выборах 1974 года в Западном Белфасте, поскольку её кандидат Кен Гибсон уступил по числу голосов Джону Маккуэйду из Демократической юнионистской партии в шесть раз.
Спенс был разочарован деятельностью Ольстерских добровольческих сил, передавая своё возмущение сокамерникам. По воспоминаниям ОДС Билли Митчелла, Спенс расспрашивал каждого, за что именно тот был посажен с идеологической точки зрения, и при невозможности услышать внятный ответ начинал перетягивать заключённого на свою сторону. Среди попавших в тюрьму в 1970-е годы лоялистов, последовавших в итоге за Спенсом, оказались Дэвид Эрвайн и Билли Хатчинсон. В 1977 году он осудил публично насилие как бесполезный инструмент достижения политического влияния, через год вышел из рядов Ольстерских добровольческих сил. В середине 1980 года скончался брат Гасти, Билли, а в октябре 1980 года не стало и другого брата по имени Бобби, который также попал в тюрьму Мэйз.

## Прогрессивная юнионистская партия
В 1984 году Спенс был освобождён из тюрьмы и стал лидером Прогрессивной юнионистской партии, а заодно и центральной фигурой процесса мирного урегулирования конфликта в Северной Ирландии. Спустя некоторое время Спенс стал сотрудничать с правительственным центром занятости в Шенкилле, который занимался трудоустройством безработной ольстерской молодёжи.
13 октября 1994 года по распоряжению Совместного лоялистского военного командования Гасти Спенс зачитал обращение, в котором объявил о наступлении режима прекращения огня со стороны лоялистов. Идею Спенса о перемирии поддержали его коллеги по Прогрессивной юнионистской партии Джим Макдональд и Уильям «Плам» Смит, а также члены Ольстерской демократической партии Гэри Макмайкл, Джон Уайт и Дэйви Адамс. Заявление Спенс зачитал, находясь в белфастском районе Гленкарн, в доме семьи фермера Каниннгема недалеко от Фернхилла — в имении был учебный центр Ольстерских добровольцев Эдварда Карсона. После зачитывания постановления Спенс совершил краткосрочную поездку в США в сопровождении Эрвайна и Хатчинсона как членов Прогрессивной юнионистской партии, а также членов Ольстерской юнионистской партии — Макмайкла, Адамса и Инглиша. Он был почётным гостем на встрече Национального комитета по американской внешней политике. В 1998 году Спенс поддержал Белфастское соглашение.
В августе 2000 года рота C Ассоциации обороны Ольстера под командованием Джонни Эдэйра, пытаясь взять под контроль Шенкилл и выдворить всех членов Ольстерских добровольческих сил, вломилась в дом Спенса, пока тот находился в Грумспоте, однако не нашла ничего ценного, кроме воинских медалей Спенса. Из-за вражды между лоялистами Спенсы вынуждены были уехать из Шенкилла. Гасти позже обвинял Эдэйра в том, что его люди своим поступком разрушили здоровье жены, которая скончалась в 2003 году. 3 мая 2007 года Гасти Спенс огласил заявление Ольстерских добровольческих сил, в котором говорилось, что оружие организация сдавать не будет, но и не собирается его раздавать рядовым членам организации, а также предупреждалось, что в случае какой-либо провокации лоялисты начнут вооружённое сопротивление (что подразумевалось под этим, не было ясно).

## Личная жизнь
Супругой Спенса была Луи Дональдсон, жившая на Гросвенор-роуд. Они поженились 20 июня 1953 года на Сэнди-Роу. В браке родились трое дочерей: Элизабет (1954), Сандра (1956) и Кэтрин (1960). Луи умерла в 2003 году. Спенс был фанатом футбола и играл за любительский клуб «Олд Лодж», а также был фанатом «Линфилда».

## Смерть
Гасти Спенс скончался 25 сентября 2011 года на 79-м году жизни в одной из больниц Белфаста. Причиной смерти стала продолжительная болезнь, из-за которой за 12 суток до смерти он был госпитализирован. Спенса высоко оценили лидер Прогрессивной юнионистской партии Брайан Эрвайн, назвавший его вклад в мирное урегулирование конфликта «неисчислимым», и член «Шинн Фейн» Джерри Келли, отметивший Спенса как главного противника идеи об использовании военизированных лоялистских частей для разжигания межрелигиозной ненависти. Внучка Матильды Гулд, погибшей во время устроенного Спенса пожара в католическом баре, назвала Спенса «злобным человеком, а не миротворцем», а ещё одна женщина заявила, что не признает «миротворцем» человека, который бросил коктейль Молотова в дом вдовы.
Поминальная служба прошла в храме Святого Михаила Церкви Ирландии на Шенкилл-Роуд. На церемонии прощания присутствовали политики-юнионисты — Дон Пёрвис, Майк Несбитт, Майкл Макджимпси, Хью Смит и Брайан Эрвайн, командир Ольстерских добровольческих сил Джон Грэм и командир Южно-Белфастской бригады Ассоциации обороны Ольстера Джеки Макдональд. Согласно последней волей Спенса, никаких воинских церемоний на похоронах не было, на крышке гроба лежали только знамя полка Королевских ольстерских стрелков и берет стрелка. Гасти Спенс был похоронен на кладбище города Бангор.